# Лессебу
Лессебу (швед. Lessebo) — містечко (tätort, міське поселення) у південній Швеції в лені Крунуберг. Адміністративний центр комуни Лессебу.

## Географія
Містечко знаходиться у східній частині лена Крунуберг за 431 км на південний захід від Стокгольма.

## Історія
У 1874 році Лесебу дістало залізничне сполучення з Карлскруною та Південною магістраллю, що значно вплинуло на розвиток поселення.
У 1939 році Лессебу отримало статус чепінга.

## Герб міста
Герб із сапеткою під відкритою короною було розроблено 1960 року для торговельного містечка (чепінга) Лессебу.
Сюжет герба: у червоному полі золотий плетений вулик-сапетка.
Сапетка походить з емблеми місцевої паперової фабрики.
Після адміністративно-територіальної реформи, проведеної в Швеції на початку 1970-х років, муніципальні герби стали використовуватися лишень комунами. Цей герб із доповненнями був 1971 року перебраний для нової комуни Лессебу.

## Населення
Населення становить 3 016 мешканців (2018).

## Економіка
Поселення розвивалося навколо паперових та залізнорудних підприємств, заснованих у 1660 та 1693 роках.
Сьогодні Vida Paper AB має тут паперову фабрику. Також у містечку розташований центром шведського виробництва видувного скла.

## Спорт
У поселенні базується футбольний клуб Лессебу ГоІФ.

## Галерея

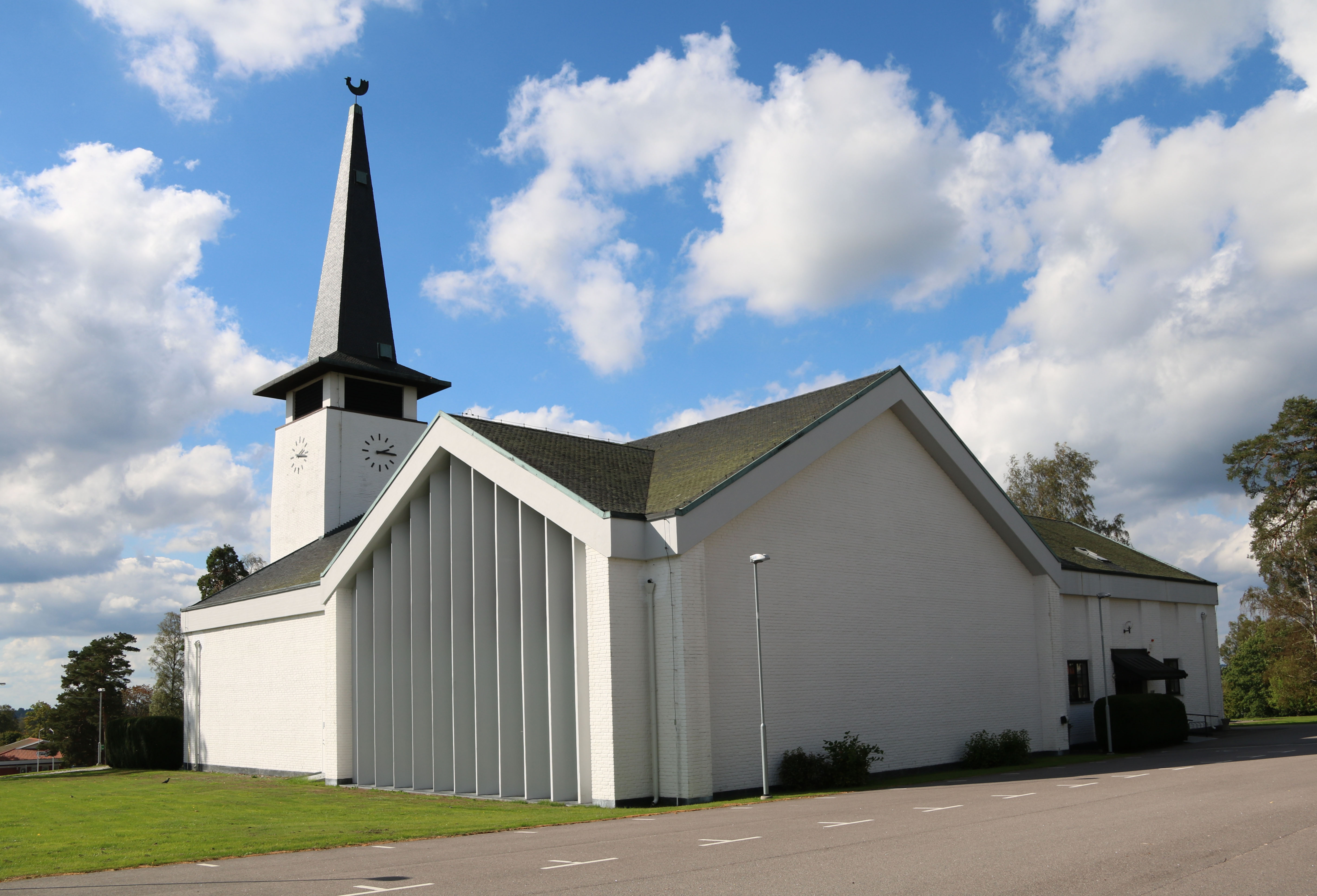
Церква
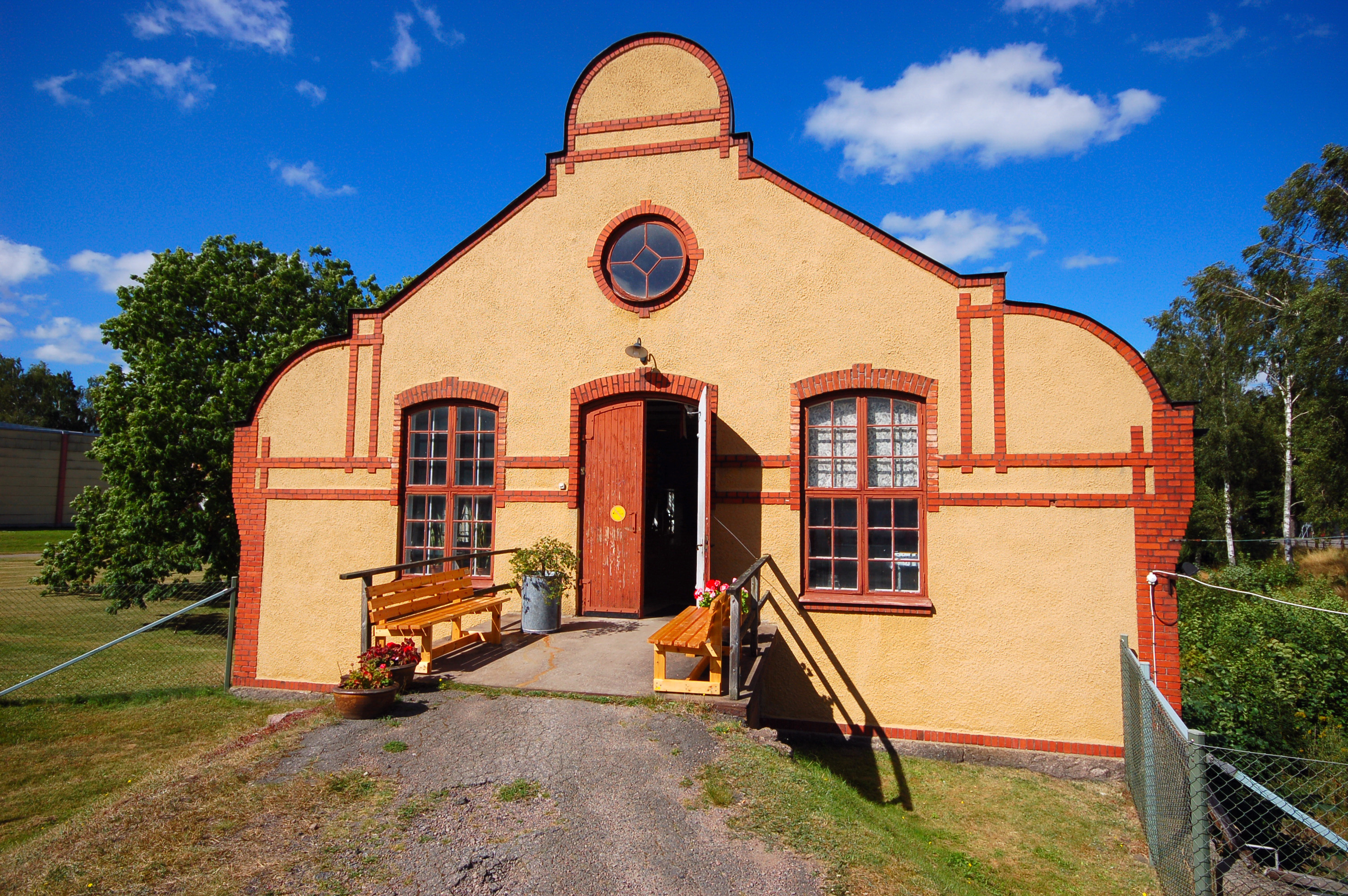
Стара папірня

## Покликання
- Сайт комуни Лессебу [Архівовано 10 травня 2021 у Wayback Machine.]